# Jalilabad (quận)
Jalilabad (tiếng Azerbaijan:Cəlilabad) là một quận thuộc Azerbaijan. Dân số thời điểm năm 2012 là 169960 người.